# Arkadi Vaispapir
Arkadi Vaispapir, cu numele complet Arkadi Moiseevici Vaispapir, (în rusă Арка́дий Моисе́евич Вайспапи́р; n. 23 decembrie 1921, Bobrovîi Kut, regiunea Herson, Republica Sovietică Socialistă Ucraineană – d. 11 ianuarie 2018, Kiev, Ucraina) a fost un militar sovietic evreu mobilizat în Al Doilea Război Mondial, capturat de germani și deținut în lagărul de exterminare Sobibor. A participat activ la revolta de la 14 octombrie 1943. După evadarea în masă a deținuților din lagăr, a luptat într-un detașament sovietic de partizani, apoi din nou în Armata Roșie, iar după război a făcut studii de inginerie mecanică și a lucrat în acest domeniu până la pensionare.

## Biografie

### Înainte de Sobibor
Arkadi Vaispapir s-a născut într-o familie evreiască, cu prenumele Aizik, mai târziu primind prenumele oficial Arkadi. Bobrovîi Kut era în timpul Imperiului Rus o așa-numită „colonie agricolă evreiască”. Sub puterea sovietică a ajuns în raionul Kalinindorf (în limba idiș „satul Kalinin”), care era unul dintre așa-numitele „raioane naționale evreiești” din sudul Ucrainei. Părinții lui erau agricultori. Moisei Vaispapir, tatăl lui Arkadi, era fiul unui fierar cu oarecare avere. Sub puterea sovietică, după colectivizare, tatăl lui Arkadi a devenit șeful fermei zootehnice a colhozului din sat, Roiter Oktober (în idiș „Octombrie Roșu”). Arkadi mai avea un frate mai mare, Beniamin, și va mai avea o soră, Basia.
Holodomorul, foametea provocată de regimul stalinist în anii 1931-1933 a afectat și Bobrovîi Kut, apoi, în 1937-1938, Moisei Vaispapir a devenit și el o victimă a terorii staliniste. A fost judecat, condamnat și executat ca fiu de chiabur, conducător sionist, propagandist contrarevoluționar și dușman al sistemului colhozurilor.
Arkadi a urmat școala de șapte ani în sat, apoi a urmat încă trei ani școala medie la Kalinindorf, pe care a absolvit-o în 1939. A fost primit la Institutul de Limbi Străine din Odesa, dar trebuia să facă mai întâi serviciul militar. Nu a fost înrolat imediat și a lucrat un an în colhozul din satul natal ca pontator al brigăzii de tractoriști. A început serviciul militar la 25 octombrie 1940. La început a fost cursant al școlii de gradați a regimentului, apoi comandant de grupă.
Unitatea lui Vaispapir a luat parte la lupte din prima zi a războiului cu Germania nazistă, 22 iunie 1941, dar a trebuit să bată în retragere, ca și toată Armata Roșie. Vaispapir a fost ușor rănit și după trei zile a continuat să lupte. Era sergent când a fost din nou rănit, la 15 sau 16 septembrie, în apropiere de Kiev, de astă dată grav. Spitalul de campanie în care era a căzut pe mâna germanilor. Vaispapir era operat și cu piciorul în ghips.
Știind că germanii îi împușcau pe loc pe militarii evrei capturați, Vaispapir a dat la înregistrare un nume fals, cu consonanță rusească. Grupul de prizonieri în care era a fost dus la Minsk, în lagărul de prizonieri de război numit Stalag 352. În condițiile inumane de acolo rezistau numai cei tineri și puternici. Vaispapir umbla încă cu cârje când s-a îmbolnăvit de tifos în epidemia care a început în februarie 1942, dar din fericire a putut duce boala pe picioare. Când s-au cerut sanitari, el s-a prezentat și a avut condiții de viață ceva mai bune, dar numai timp de o lună, căci în martie s-a făcut un control corporal al prizonierilor. Vaispapir fiind circumcis, a fost depistat ca evreu.
Evreii au fost duși în alt lagăr, unde au fost ținuți într-un subsol fără lumină timp de 20 de zile. Din 70 de oameni au rămas în viață 30. Pe aceștia i-au dus în aprilie într-un lagăr de concentrare de muncă administrat de SS, tot din Minsk, unde majoritatea deținuților erau bărbați, femei și copii evrei, dar mai erau și mulți de alte etnii considerați ostili ocupației germane.
Vaispapir a fost deținut în lagărul din Minsk timp de un an și jumătate, a trebuit să facă în unele perioade munci grele, a suferit de foame și de maltratările din partea gardienilor. În august 1943, germanii au început să omoare deținuți închizându-i într-un camion și asfixiindu-i cu gazele de eșapament⁠(d) în timpul transportului într-un loc unde ardeau cadavrele.
În lagăr, Vaispapir a cunoscut și s-a împrietenit cu alți militari evrei capturați pe front, printre care locotenentul Aleksandr Pecerski, pe care l-au considerat conducătorul lor.

### La Sobibor
La 18 septembrie 1943, evreii din lagăr, circa 2.000 de persoane, printre care Pecerski și grupul lui, au fost îmbarcați într-un tren de marfă, înghesuiți câte 70-80 într-un vagon. Li se dăduseră 300 de grame de pâine și unii duceau cu ei apă și ceva alimente de care putuseră face rost. Transportarea lor a durat patru zile fără să se deschidă niciodată vagoanele, deci fără să primească nici apă, nici mâncare, și fără să-și poată scoate dejecțiile.
Trenul a sosit la 22 septembrie în lagărul Sobibor. Li s-a dat apă și au fost din nou închiși în vagoane peste noapte. A doua zi i-au dat jos din tren pe rampa de lângă calea ferată și au fost selectați cei care au declarat că sunt meseriași sau muncitori calificați, plus până la 80 de oameni dintre cei în forma fizică cea mai bună, majoritatea foști prizonieri de război, inclusiv grupul lui Pecerski. Toți ceilalți din transport au fost uciși cu gaze de eșapament în camere de gazare și arși în aer liber. Cei lăsați în viață au aflat aceasta văzând fumul care se ridica, simțind mirosul acestuia și întrebându-i pe deținuții mai vechi ce se întâmplă.
Vaispapir a fost inclus în echipa de constructori. Construiau barăci de locuit, ateliere și depozite, mai ales într-un nou sector al lagărului, numit Lager 4. Vaispapir s-a gândit curând la evadare. După scurtă vreme, el și câțiva camarazi au plănuit să se ascundă în baraca cu latrine, care nu era departe de gard, să iasă de acolo noaptea, când zona era slab luminată și să treacă cumva peste gard. L-au anunțat pe Pecerski despre planul lor, dar acesta i-a convins să nu-l aplice, pentru că era în pregătire alt plan.

#### Revolta
În vara lui 1943, în urma unor fapte pe care le constataseră, deținuții deveniseră convinși că în curând toți vor fi uciși. Aceasta îi făcuse pe unii deținuți să formeze un comitet pentru a organiza o evadare, dar până spre sfârșitul lui septembrie nu reușiseră să ajungă la o hotărâre despre cum ar trebui să procedeze. De aceea, când au fost aduși militarii sovietici, l-au cooptat pe Pecerki în comitet. După mai multe discuții, au hotărât că trebuie să organizeze o revoltă condusă de ofițerul sovietic, urmată de evadarea tuturor deținuților care vor voi s-o facă.
La 5 octombrie, Pecerski a constituit o grupă de luptă din militari sovietici. Lor urma să le revină rolul cel mai important în revoltă, căci erau singurii care știau să mânuiască arme și aveau o oarecare experiență de luptă. Planul revoltei prevedea ca într-o primă fază, conspiratorii să atragă cât mai mulți SS-iști în diverse incinte, să-i omoare în secret cu topoare, ciocane sau cuțite, și să le ia pistoalele. Revolta a început la 14 octombrie cu această primă fază. Vaispapir avea misiunea, împreună cu deținutul Iehuda Lerner⁠(d), să ucidă un SS-ist pe care conspiratorii îl anunțaseră să meargă la ora prevăzută de ei în plan, în atelierul de croitorie, ca să probeze o manta care se făcea pentru el. L-au ucis cu lovituri de topor. În mod neprevăzut, a intrat în atelier și șeful gardienilor, foști prizonieri de război sovietici trecuți de partea germanilor. L-au ucis și pe acesta.
Planul a putut fi urmat numai în parte. Au pornit haotic să evadeze aproape 300 din cei circa 500 de deținuți, în timp ce SS-iștii și gardienii trăgeau în ei și răsculații înarmați ripostau cu puținele arme pe care le aveau. Au fost uciși până la urmă doisprezece SS-iști, șeful gardienilor și un gardian, iar încă un SS-ist a fost grav rănit. Au rămas în viață cinci sau șase SS-iști dintre cei care erau de serviciu în ziua aceea. Cei mai mulți dintre deținuții care au încercat să evadeze au fost uciși când au încercat să iasă din lagăr sau când au fost prinși de germani la diferite distanțe de lagăr. Au scăpat și au supraviețuit războiului 57 de evadați, printre care Pecerski și Vaispapir.

### După Sobibor
Evadații nu putuseră avea decât planuri foarte vagi pentru după evadare. Erau în voia soartei, putând conta numai pe norocul de a da peste oameni care să-i ajute cu o ascunzătoare și hrană. Pecerski și opt camarazi ai săi, printre care și Vaispapir, s-au îndreptat spre est, ca să ajungă la partizanii care luptau în Belarus. Au mers și au dormit timp de cinci zile și nopți ascunzându-se pe cât posibil în păduri. În a șasea seară au fost primiți în casa izolată a unei familii de țărani care le-au dat pâine și i-au îndrumat pe unde să treacă râul Bug. L-au trecut în acea noapte, au mai mers trei zile și nopți prin păduri din Belarus și au dat peste un detașament de partizani la 22 octombrie. După câteva zile, aceștia le-au spus că nu primesc evrei, le-au luat armele și le-au spus să plece. După aceea, membrii grupului lui Pecerski au fost primiți de alte detașamente de partizani.

#### La partizani și în armată
Vaispapir a ajuns în detașamentul Frunze, la 5 decembrie 1943, ca simplu partizan, iar din 25 martie 1944 a fost comandant de grupă. A participat la trei lupte deschise. La 24 aprilie 1944, când Armata Roșie a ajuns în zona detașamentului, acesta a fost înglobat în ea. În armată, Vaispapir a fost mai întâi comandantul grupei de mitraliere a unui pluton de instrucție. În aprilie-mai 1945 a slujit într-o compánie de cercetare, a luat parte la forțarea râului Oder și sfârșitul războiului l-a găsit pe malul Mării Baltice, la Wismar. A rămas în Germania cu armata până în ianuarie 1946, ca plutonier într-o compánie de mitraliere. A fost demobilizat la 15 mai 1946.
Încă în timpul când era partizan, Vaispapir a aflat că mama și sora lui au fost ucise în satul lor de către germani. Întors în țară, a aflat că cei doi bunici ai lui și o bunică, precum și multe rude mai îndepărtate ale sale au avut aceeași soartă. Fratele lui a căzut pe front în 1942.

#### În viața civilă
Vaispapir s-a înscris la Institutul de Mecanică Auto din Zaporijjea, devenit curând după aceea Institutul de Construcții de Mașini Agricole. Ca să nu fie refuzată cererea lui, în autobiografie nu a scris adevărul despre soarta tatălui său, ci că acesta fusese ucis împreună cu restul familiei. În tipul studiilor a trebuit să se angajeze în diferite locuri de muncă pentru a-și câștiga existența.
În 1947 s-a căsătorit cu Fani Trupp, o prietenă dinainte de război, care după căsătorie a lucrat ca învățătoare, apoi a devenit profesoară de matematică. În 1948, li s-a născut primul fiu, Mihail. În 1959 vor avea un al doilea, Vadim.
Vaispapir a terminat institutul cu diplomă de inginer mecanic și a fost repartizat la o uzină de arbori cotiți din orașul Voroșilovgrad (din 1990, Luhansk). A fost transferat rând pe rând în mai multe locuri de muncă, de la începutul anilor 1960 ocupând funcții de conducere în întreprinderi din Donbas. A devenit inginerul șef al unei uzine din Artemivsk (din 2016 Bahmut).
Autoritățile nu au aflat că Vaispapir a trecut sub tăcere soarta tatălui său ca „dușman al poporului”, dar începuseră să fie reabilitați oameni condamnați pe nedrept ca atare, și el a cerut la 7 iulie 1961 organelor de justiție același lucru pentru tatăl său. Tot atunci urma să fie numit director al uzinei la care era inginer șef, dar pentru aceasta trebuia să intre în Partidul Comunist al Uniunii Sovietice. A cerut aceasta, dar nu a fost primit din cauza statutului oficial al tatălui său, dezvăluit de Vaispapir însuși. A rămas totuși, în mod excepțional, inginer șef. Tatăl lui a fost reabilitat abia în 1968.
În 1970, familia s-a mutat la Donețk, unde Vaispapir a avut ultimele două locuri de muncă și o situație materială relativ bună, ieșind la pensie ca șef al departamentului de transporturi al administrației regiunii Donețk. Fiul lui mai mare a devenit medic, iar cel mai mic inginer.

##### Vaispapir onorat ca participant la revolta din Sobibor
Pecerski a început să-i caute pe camarazii săi evadați din lagăr la sfârșitul lui 1946 – începutul lui 1947. Primul găsit a fost Vaispapir, cu care a păstrat legătura mai departe.
Vaispapir a fost menționat pentru prima oară în presa centrală ca participant important la revolta din Sobibor, în articolul Конец Собибура (Sfârșitul Sobiborului), al scriitorilor L. Druzenko și Valentin Tomin, din ziarul Komsomolskaia Pravda din 12 ianuarie 1962. Tomin l-a ajutat pe Pecerski să-i găsească și pe ceilalți cinci evadați din Sobibor care mai trăiau în Uniunea Sovietică.
La 14 octombrie 1963, Pecerski, Vaispapir și încă un camarad au sărbătorit la primul acasă, la Rostov-pe-Don, a 20-a aniversare a revoltei. Au fost prezenți și scriitorii Mihail Lev și Valentin Tomin. În anul următor, acesta și scriitorul Aleksandr Sinelnikov au publicat o carte despre revoltă.
La a 25-a aniversare, în 1968, s-au reunit șase foști participanți la revoltă, având loc și o întâlnire cu publicul la o casă de cultură din Rostov. Întâlnirile au devenit periodice, o dată la cinci ani, cu participarea unor membri de familie ai veteranilor. Întâlnirea din 1978 a avut loc la Vaispapir, la Donețk.

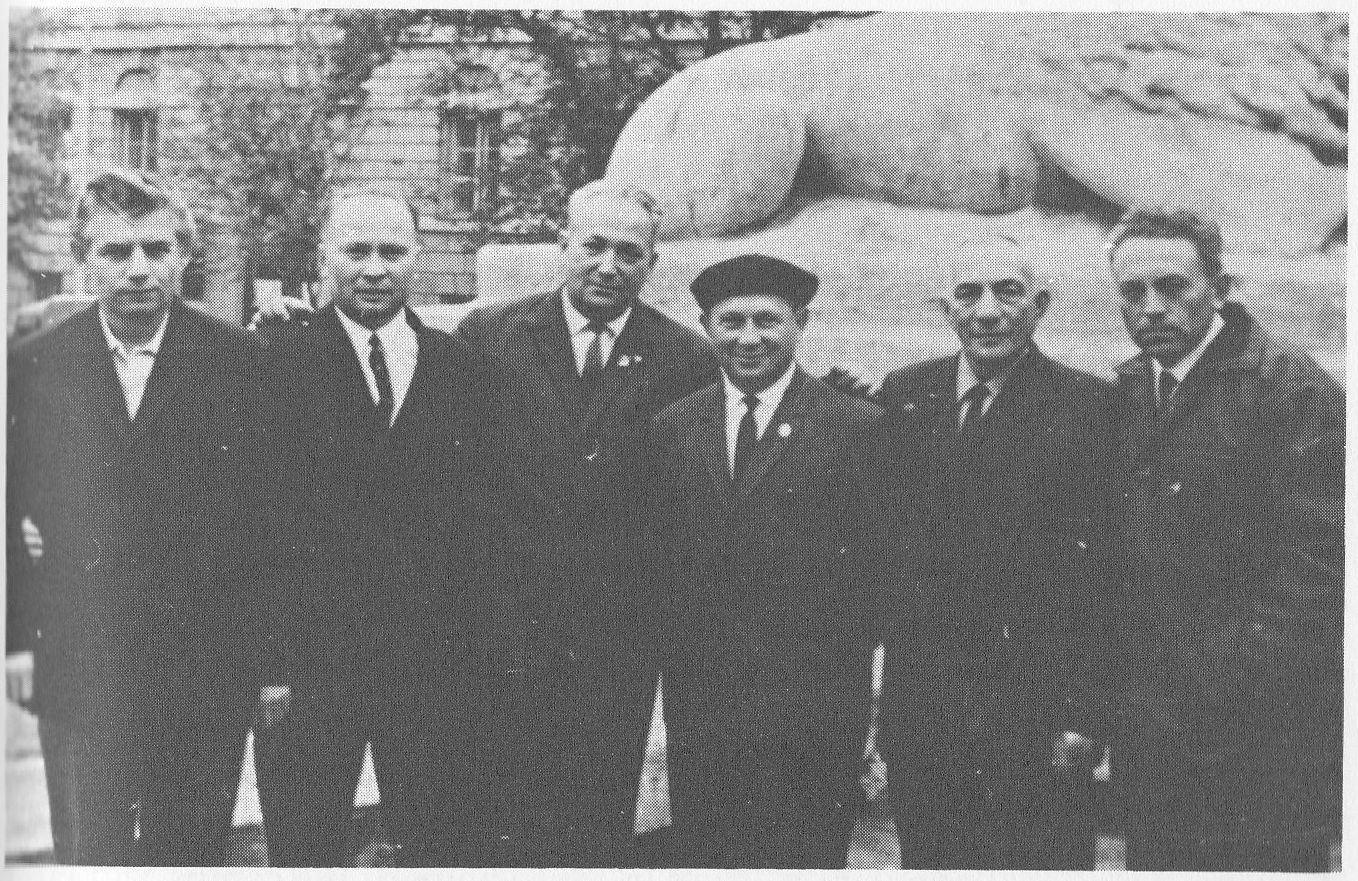
Veterani din Sobibor la Rostov, la a 25-a aniversare a revoltei. Vaispapir este al doilea din stânga.

Vaispapir a dat de trei ori depoziții de martor pentru procese împotriva unor SS-iști de la Sobibor. În 1966 și în 1975, acestea au fost date la procuraturi din țară. În 1983, el și Pecerski au fost chemați ca martori la un proces în Germania de Vest, la Hagen, dar au fost împiedicați de autorități să plece. Au venit în URSS reprezentanți ai justiției germane ca să le ia depozițiile.
În 1994, Vaispapir s-a mutat la Kiev. Prima călătorie în străinătate a făcut-o în 1998, în Israel, unde a participat la întâlnirea a patru veterani cu prilejul celei de-a 55-a aniversări a revoltei, apoi, în 2001, în Polonia, la memorialul din locul fostului lagăr.
În 2004, Vaispapir a fost afectat de moartea soției sale, cu care trăise împreună timp de peste 56 de ani.
Până la sfârșitul vieții a mai participat la trei comemorări: în 2008 în Polonia și în Israel, iar în 2013 din nou în Israel.
A decedat la Kiev, la 11 ianuarie 2018, fiind penultimul supraviețuitor al revoltei din Sobibor. Avea 96 de ani.
În afară de publicațiile despre revolta din Sobibor, Vaispapir apare ca personaj în filmul artistic rusesc Sobibor⁠(d) din 2018, al regizorului Konstantin Habenski.

## Distincții mai importante
- 1945 – medalia Pentru bărbăție⁠(d);
- 1945 – medalia Pentru victoria asupra Germaniei în Marele Război pentru Apărarea Patriei 1941-1945⁠(d);
- 1985 – Ordinul Războiului pentru Apărarea Patriei⁠(d) clasa I;
- 2013 – Ordinul de Merit al Republicii Polone în grad de ofițer;
- 2016 – Ordinul de Merit⁠(d) clasa a III-a (Ucraina);